# باشگاه فوتبال گلاستر سیتی
انجمن باشگاه فوتبال گلاستر سیتی باشگاه نیم حرفه‌ای انگلیسی در چلتنهام است. این باشگاه در گلاستر شایر در جنوب غربی انگلستان قرار دارد.